# 十九冶医院
十九冶医院，是攀枝花市最早成立的国有非营利性医疗机构之一，医院占地70亩，建筑面积4.2万平方米，开放床位800张。位于四川省攀枝花市东区弄弄坪中路187号。
1955年由原冶金工业部武汉一冶医院成建制组建。

## 医院交通
攀枝花公交7路、11路、32路、34路、102路、108路在东风站下即到。